# Patuljasta plišivka
Patuljasta plišivka (patuljasta plješivka; lat. Filago pygmaea; sin. Evax pygmaea), zeljasta biljka iz porodice glavočika raširena po Mediteranu (Europa, Afrika, Azija). Nekada je uključivana u rod plješivki ili plišivki (Evax), danas u Filago ili bjeloliste.
- F. pygmaea
- F. pygmaea
- F. pygmaea
- F. pygmaea

## Podvrste
- Filago pygmaea subsp. pygmaea; Europa (s Hrvatskom), dijelovi Azije
- Filago pygmaea subsp. linearifolia (Pomel) Dobignard; Maroko, Alžir, Tunis

## Sinonimi
- Evax gallica Rouy
- Evax mucronata Pomel
- Evax psilantha Pomel
- Evax pygmaea (L.) Brot.
- Evax umbellata Gaertn.
- Filago acaulis L.
- Filago mucronata (Pomel) Chrtek & Holub
- Filago psilantha (Pomel) Chrtek & Holub
- Gnaphalium pygmaeum (L.) Lam.
- Micropus pygmaeus (L.) Desf.